# スウィートテンプテーション
「スウィートテンプテーション」は、GOING UNDER GROUNDのシングル。Youth Recordsより2018年6月6日に発売された。

## 概要
バンドで初めてCDとDVDの2枚組シングルとして発売された。デビュー作『Cello』の発売から20周年のアニバーサリーイヤーのリリースであり、「シングルを作る」というよりは「今の自分たちが作った曲の中で一番いい曲をシングルにしよう」という意図で制作されている。ジャケット写真撮影は茨城県日立市の日立かみねレジャーランドで行われた。
本作発売後の2018年6月17日から9月8日にかけて本作のリリースツアー「GUG 20th ANNIVERSARY ICE CREAM TOUR」が全3公演行われた。

## 収録曲

### DISC 1（CD）
1. スウィートテンプテーション
（作詞・作曲：松本素生）
全体はエイトビート、サビはシャッフルという可変拍子曲。ポール・ウィリアムズがモンキーズに制作した1969年の楽曲「Someday Man」のようなシャッフルをやりたいと考えたボーカルの松本素生がこのアレンジを採用した[2]。ギターの中澤寛規はもともと本曲ではあまりギターを弾かないつもりでいたが、松本から「ここギター・ソロね」と有無を言わさず指定されたため、サポートキーボードのオヤイヅカナルとの掛け合いを想定し、「最初はギターとピアノがハモって、後半はギターとハープシコードが違うフレーズを奏でるという間奏」を制作した[1]。楽曲全体的に音数は少なく、松本はそのことについて、以前のバンドでの制作を、若いころには食べられた脂っこい居酒屋メニューに例え、「今は曲を作るときも、これでいい感じだなと思ったら、それでよしとする」と、年を重ねて取捨選択ができるようになったことを述べている[1]。サビの歌詞の「アイスクリーム！アイスクリーム！」はメロディーと共に自然に出たもので特に意味はないが、松本が中澤に相談したところ「そういうのは絶対活かしたほうがいい」と言われたためそのまま採用している[1]。
MVは2018年5月5日にメンバーの地元桶川市で4年振りに行われたライブ「荒川わたれ」の演奏シーンとオフショットを編集して制作されている[3]。
2. アワーハウス
（作詞・作曲：松本素生）
本作制作直前に参加したビートルズのパロディバンドTHE GOGGLESのトリビュート・アルバム『MAGICAL MYSTERY COVERS』のレコーディングの際に時間が余り、スタジオで書いた楽曲。骨組みは松本が制作したが、THE GOGGLESのレコーディングの余韻を生かしたいと考えた中澤が預かり、ビートルズ風の要素を盛り込んだ楽曲に仕上げた[1]。

### DISC 2（DVD）
1998年12月12日発売のインディーズデビューミニアルバム『Cello』のリリース当日に渋谷で行われたニッポン放送主催のイベントライブ「FREEDOM FOOL FLY」に出演した際の演奏全編を収録。
1. 涙がこぼれそう
2. 夜行列車
3. ROMANCE
4. チェロ
5. APOLLO - 本曲のみ『Cello』ではなく『思春期のブルース』収録曲。

## 収録アルバム
スウィートテンプテーション、アワーハウス
- FILMS

## 参加ミュージシャン
- 冨田政彦 – ドラムス
- オヤイヅカナル – キーボード
- 濵口尚 – ウクレレ（「アワーハウス」）